# Uljanovsk
Uljanovsk [uljánovsk] (rusko Улья́новск) je mesto v Rusiji, ob reki Volgi, upravno središče Uljanovske oblasti ter sedež univerze.

## Zgodovina
Mesto je leta 1648 osnoval bojar Bogdan Hitrovo.
Utrdba Simbirsk (alternativno Sinbirsk) je bila zgrajena na strateško pomembni lokaciji, na hribu na zahodnem bregu reke Volge. Utrdba naj bi zaščitila vzhodno mejo Ruskega carstva pred nomadskimi plemeni in vzpostavila stalno carsko oblast na tem območju. Leta 1668 je Simbirsk zdržal enomesečno obleganje 20.000-glave vojske, ki jo je vodil uporniški kozaški poveljnik Stjenka Razin. V 18. stoletju je imel Simbirsk lesen kremelj, ki ga je uničil požar. Status mesta je Simbirsk dobil leta 1780.
Ko se je vzhodna meja Ruskega carstva premaknila v Sibirijo, je Simbirsk izgubil svoj strateški pomen, vendar se je kljub temu razvijal v pomembno regionalno središče. 
Simbirsk je veljal za svetovljansko mesto, priljubljeno med aristokrati, ki je poleg cerkva in palače guvernerja imelo tudi stavbo plemiške skupščine, z veličastno knjižnico. Stolnica sv. Trojice v zadržanem neoklasičnem slogu je bila zgrajena med letoma 1827 in 1841. Poleti 1864, v domnevnem požigu, je večino mesta uničil požar, vendar so ga hitro obnovili. Število prebivalcev, ki je leta 1856 znašalo 26.000, je do leta 1897 doseglo 43.000.
V mestu se je rodil ruski revolucionar in diktator Vladimir Iljič-Lenin roj. Uljanov, po njegovi smrti so leta 1924 po njem preimenovali mesto.  
Izgradnja hidroelektrarne Žiguli na Volgi (dokončane leta 1957), 200 km dolvodno od Uljanovska, je povzročila potopitev znatnih površin tako severno kot južno od mesta, obsežno akumulacijsko jezero pa je ponekod razširilo reko tudi do 35 km.
Danes so nekatere mestne četrti precej pod gladino akumulacije, vendar so zaščitene s protipoplavnim nasipom. Njegovo predrtje bi po ocenah strokovnjakov povzročilo katastrofalno potopitev delov mesta s kar 5 % vseh prebivalcev, saj bi gladina poplavne vode dosegla višino 10 m. 
V sovjetskem obdobju je bil Uljanovsk pomembno turistično središče, ki je zaradi svojega revolucionarnega pomena privabljalo obiskovalce iz vse države. Po razpadu Sovjetske zveze se je turistični pomen Uljanovska močno zmanjšal. V devetdesetih letih dvajsetega stoletja je mesto preživljalo najtežje čase - upad proizvodnje v vseh panogah, množično brezposelnost in obubožanje prebivalstva. V prvem desetletju novega tisočletja se je gospodarstvo opomoglo in se postavilo na drugačne ekonomske temelje, pomembne so regionalne proizvodne dejavnosti, izobraževanje ter transport.

## Industrija, bančništvo
Uljanovsk je veliko, razvejano industrijsko središče ruske letalske in avtomobilske industrije.
- Tovarna UAZ, proizvajalec vozil, ustanovljena leta 1919, danes deluje kot hčerinska družba korporacije Sollers JSC[3],
- Letalska družba Aviastar-SP[4] je del OAK-a oz. Združene letalske korporacije.
- Znanstveno in proizvodno združenje Mars[5] med drugim proizvaja industrijske krmilne sisteme za rusko mornarico,
- Tovarna, sedaj znana kot JSC Ulyanovsk Cartridge Works[6], že od leta 1916 proizvaja strelivo.

V mestu in okolici imata svoje obrate Uljanovski motorni zavod (rusko Ульяновский моторный завод) in Uljanovski mehanični zavod (rusko Ульяновский механический завод), obe del koncerna Almaz-Antej,  delujejo pa tudi različna podjetja lahke industrije in živilskopredelovalne industrije.
V mestu ima sedež Volga-Dnepr Airlines, mednarodna letalska družba za letalski transport edinstvenih in težkih tovorov.
Obstaja veliko proizvodnih obratov tujih korporacij, kot so Legrand, Mars incorporated, hčerinska družba japonskega proizvajalca avtomobilskih delov Takata, pivovarna Anadolu Efes S.K. in drugih. Od leta 2016 v mestu deluje obrat japonske tovarne pnevmatik Bridgestone Tire Manufacturing CIS. V mestu ima svoj obrat tudi proizvajalec industrijskih plinov Linde Gas Rus.
Bančništvo predstavljajo večinoma nacionalne banke, kot so: Sberbank, VTB Bank, Alpha Bank, Bin Bank, Ak Bars Bank, MDM Bank, Trust Bank in tudi regionalne banke iz Uljanovske oblasti.
Pri Uljanovsku je velika vojaška baza, v kateri je sedež 31. zračno-desantne brigade zračno-desantnih enot Ruske federacije.

## Kultura
Uljanovsk je bil leta 2015 imenovan za Unescovo mesto literature (Unescov program Mesto literature je del širše mreže ustvarjalnih mest).

## Znane osebnosti
- Nikolaj Mihajlovič Karamzin (Николай Михайлович Карамзин) (1766–1826) zgodovinar, pisatelj, pesnik in kritik, avtor zgodovine ruskega naroda v dvanajstih knjigah.

### Znane osebnosti, rojene v Uljanovsku
- Vladimir Iljič Uljanov-Lenin (1870–1924), revolucionar in diktator
- Aleksander Fjodorovič Kerenski (1881–1970), politik
- Ivan Aleksandrovič Gončarov (1812–1891), pisatelj